# أبرشية ثراسيا
أبرشية ثراسيا (باللاتينية: Dioecesis Thraciae ؛ باليونانية: Διοίκησις Θράκης) هي إحدى أبرشيات الإمبراطورية البيزنطية وجزء من ولاية الشرق الإمبراطورية، حيث كانت تقع على شاطئ البحر الأسود وبحر إيجة، لتكون بلوفديف عاصمةً لها.
تم تأسيس الأبرشية في القرن الرابع بعد إصلاحات ديوكلتيانوس (284–305)، وأصبحت تقسيمًا تابعًا للمقاطعة الإمبراطورية في الشرق. شملت هذه الأبرشية على 6 مقاطعات، بعد أن تم التعديل عليها كثيرًا، حيث تم دمج مقاطعات وإلغاء مقاطعات أخرى. وكان الإمبراطور جستينيان الأول (527–565) آخر من استعمل هذا التقسيم الإداري، إذ أمر بإلغاءه عام 535م.